# Hay (Australia)
Hay – miasto (town) w Australii, w południowej części stanu Nowa Południowa Walia, w hrabstwie Hay, położone w regionie Riverina, nad rzeką Murrumbidgee. W 2006 roku miasto liczyło 2636 mieszkańców.